# 名古屋フランスcorp
名古屋フランスcorp（なごやふらんすこーぷ）は、愛知県豊田市に本社を置く企業。井桁堂が2004年（平成16年）に設立した。菓子製造、店舗経営を業務とする。

## 概要
豊田市高岡町の和洋焼菓子メーカー、井桁堂が2004年（平成16年）に設立した会社である。翌年に愛知万博や中部国際空港開港を控えて愛知県が注目される中、これを機会に何か銘菓を作れないかという考えからブランド「名古屋ふらんす」が誕生した。当初本社は日進市藤枝町にあったが、のちに井桁堂と同一住所に移転している。
代表銘菓「名古屋ふらんす」などの土産菓子を製造しており、同じ「名古屋ふらんす」の名前で喫茶店や洋菓子店を展開している。名古屋ふらんすは餅をガトーで挟んだ軽い食感の菓子である。
モンドセレクションで14年連続金賞を受賞。

## 主な商品

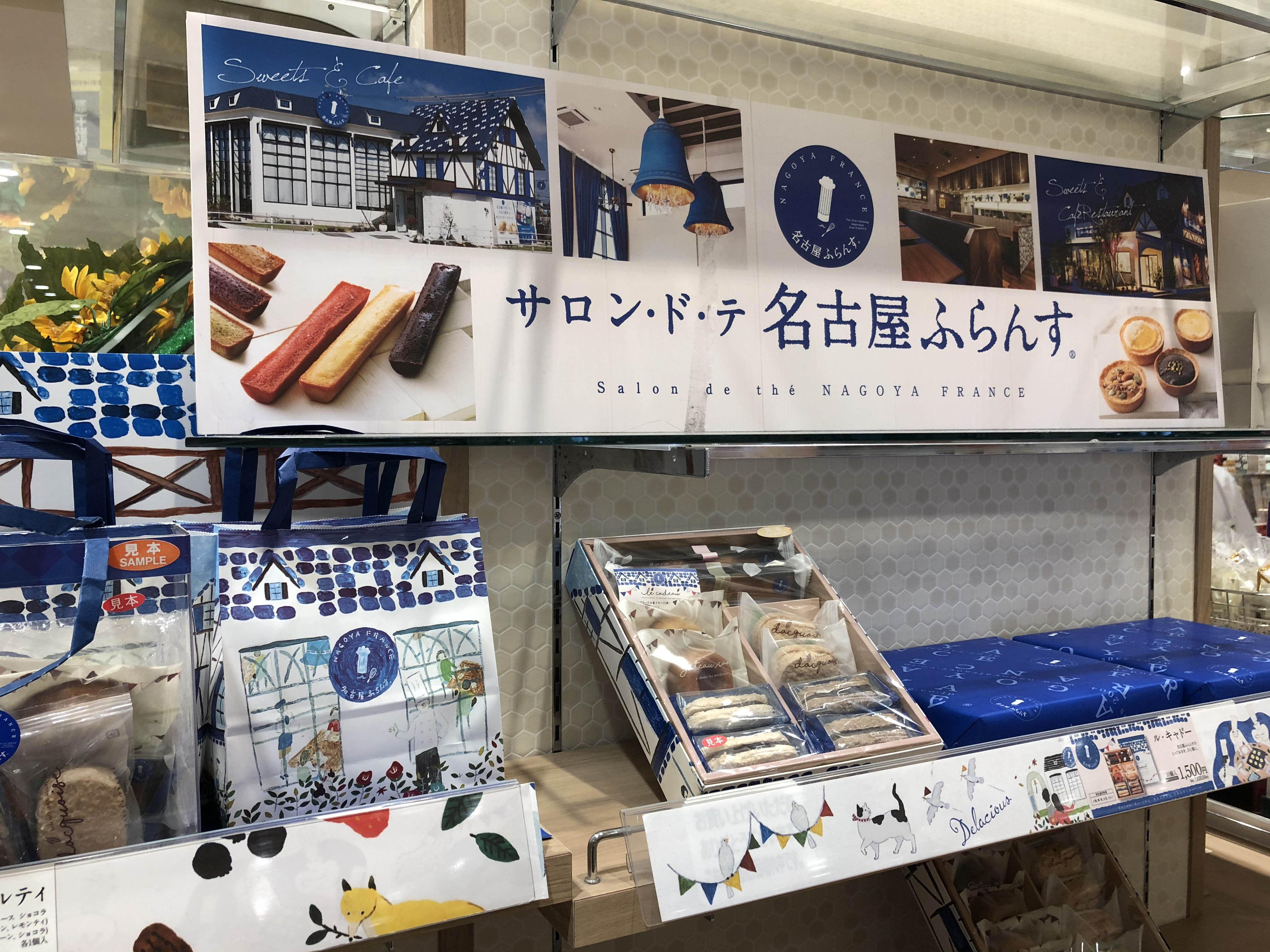
詰め合わせたギフトセット「ル・キャドー」ほか

- 名古屋ふらんす
- 名古屋ふらんす 小倉トースト味
- 名古屋ふらんす 黒みつきなこ
- 名古屋ふらんす ドゥーブルタルト

## 店舗
- サロン･ド・テ 名古屋ふらんす
  - 本店（愛知県みよし市）
  - あさひ長久手店（愛知県尾張旭市）
- ラトリエ･ドゥ  名古屋ふらんす 名古屋三越 栄店（愛知県名古屋市中区）